# Berseth (Patrizierfamilie)

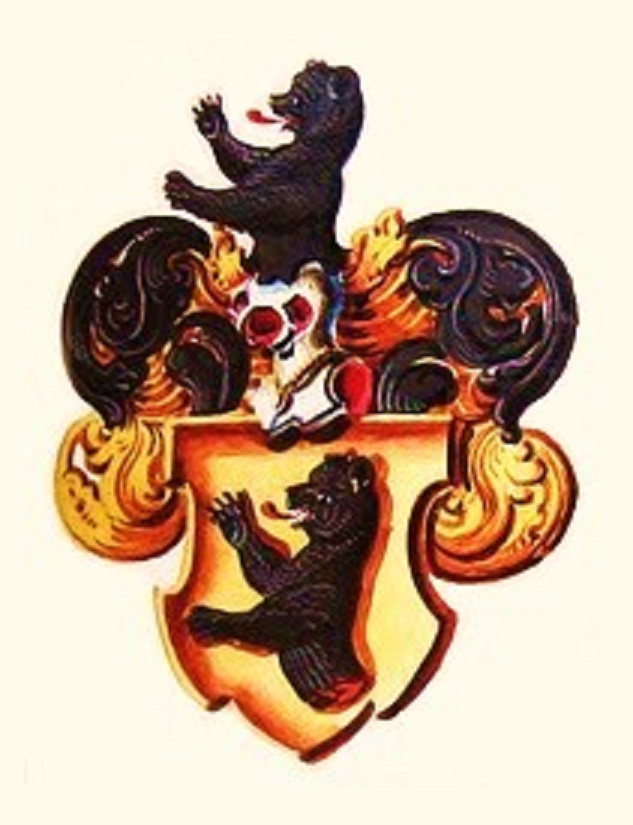
Wappen der Berseth

Die Familie Berseth war eine aus Tschugg stammende Patrizierfamilie der Stadt Bern, die 1821 erlosch.
Die Familie stellte zahlreiche Landvögte, gelangte jedoch nicht in die obersten Staatsämter. Ab der zweiten Hälfte des 17. Jahrhunderts brachte sie Juristen und an der bernischen Hohen Schule promovierte Pfarrer sowie Offiziere hervor, die in Venetien, Ungarn, Holland, Limburg, jedoch nicht für Frankreich Dienst taten. Die Familiengüter in Tschugg gingen 1712 durch Heirat einer Erbtochter mit Christoph von Steiger an die schwarzen Steiger, wurden 1797 aber vom letzten Berseth, Imbert Jakob Ludwig (1754–1821), wieder rückerheiratet.

## Personen
- Imbert Berseth (I.), Bäcker, Offizier in französischen Diensten, Burger von Bern 1554
- Imbert Berseth (II.) († 1629), Bäcker, Mitglied des Grossen Rats 1594, Ohmgeldner 1610
- Hans Berseth (1586–1654), Schreiber, Mitglied des Grossen Rats 1624, Ohmgeldner 1636, Landvogt zu Schenkenberg 1638
- Beat Ludwig Berseth (1626–1691), Mitglied des Grossen Rats 1651, Schultheiss zu Burgdorf 1658, des Kleinen Rats 1671, Bauherr 1682
- Johannes Berseth (1634–1712), Mitglied des Grossen Rats 1673, Schultheiss zu Büren, Besitzer der Campagne Tschugg
- Imbert Jakob Ludwig Berseth (1754–1821), ultimus, Mitglied des Grossen Rats 1785, Ohmgeldner, 1798 Regierungskommissär im Aargau, Stadtrat und Stadtschultheiss von Bern 1803

## Wappen
In Gold die obere Hälfte eines aufgerichteten, rot bezungten schwarzen Bären mit silbernen Zähnen. Auf dem Helm mit schwarz-goldenen Decken wiederholt sich das Schildbild als Helmzier.